# 薬師峠信号場
薬師峠信号場（やくしとうげしんごうじょう）は、新潟県十日町市犬伏にある北越急行ほくほく線の信号場である。

## 概要
薬師峠トンネル内にある、単線区間での列車交換型信号場である。しかし、現在は休止状態であるとともに、信号場としての設備等を撤去され、事実上の廃止状態になっている。

## 歴史
- 1997年（平成9年）3月22日：ほくほく線の全線開業に伴い開設[1]。
- 2015年（平成27年）3月14日：特急「はくたか」の運行終了に伴い、交換設備を休止。
- 2024年（令和6年）12月: 11月23日,24日,30日,12月1日の計4回にわたる工事にて、使用停止としていた本信号場内の2番線線路（待避線）を撤去[2]。

## 構造
一線スルー方式で本線1線・待避線1線の2線を有し、2015年3月13日まで北越急行線内を走っていた9両編成の特急「はくたか」に対応する有効長をもっていた。
2015年3月14日に北陸新幹線が開業すると、特急はくたかが廃止され、それに伴い不要となった待避線が休止状態となり、当信号場は単なる閉塞境界の境目へと変更されていた。その後、2024年の工事により待避線の線路が撤去されたため、現在は本線1線のみとなっており、現在は信号場としての機能は無くなっている。

## 隣の駅
北越急行
■ほくほく線
十日町駅 - 薬師峠信号場 - まつだい駅